# Liste der Brücken über die Sitter
Die Liste der Brücken über die Sitter enthält die Brücken der Sitter vom Zusammenfluss der Quellbäche Wissbach und Schwendibach bei Weissbad bis zur Mündung bei Bischofszell in die Thur.

## Brückenliste
50 Übergänge führen über den Fluss: 25 Strassen- und Feldwegbrücken, 18 Fussgängerbrücken, fünf Eisenbahnbrücken, eine Rohrbrücke und ein Hühnersteg.

### Appenzellerland
21 Übergänge überspannen den Fluss in den beiden Appenzell.
| Bild | Name                                             | Ort                   | Lage | Funktion | Konstruktion               | Material    | Länge in m | Höhe m ü. M. | Bemerkungen |
| ---- | ------------------------------------------------ | --------------------- | ---- | --- | -------------------------- | ----------- | ---------- | ------------ | --- |
|      | Nanisaustrasse-Brücke                            | Steinegg              |      | Strassenbrücke (einspurig) | Balkenbrücke               | Beton       | 25         | 803          | Allgemeines Fahrverbot: Anstösser gestattet Wanderland-Route 992 Appenzeller Rundweg (Appenzell–Appenzell) |
|      | Sittersteg                                       | Steinegg              |      | Fussgängerbrücke | Gedeckte Brücke            | Holz        | 33         | 792          | Gedeckte Holzbrücke, gebaut 1989 Wanderland-Route 44 Appenzeller Weg (Etappe 1 Rankweil (A)–Appenzell), Route 990 Appenzeller Kapellenweg (Appenzell–Appenzell) und Route 992 Appenzeller Rundweg (Appenzell–Appenzell) Vita Parcours Appenzell |
|      | St. Anna-Brücke (Haggenbrücke)                   | Appenzell             |      | Strassenbrücke (zweispurig) mit Trottoir 458 | Balkenbrücke               | Beton       | 35         | 786          | Gebaut 2010 mit vorfabrizierten Betonfertigteilen, ersetzte eiserne Gitterbrücke von 1886. Höchstgeschwindigkeit 50 km/h Wanderland-Route 44 Appenzeller Weg (Etappe 1 Rankweil (A)–Appenzell), Route 990 Appenzeller Kapellenweg (Appenzell–Appenzell) und Route 992 Appenzeller Rundweg (Appenzell–Appenzell) |
|      | Appenzeller Bahnen-Brücke (Wasserauenbahnbrücke) | Appenzell             |      | Eisenbahnbrücke (eingleisig) | Fachwerkbrücke             | Stahl       | 25         | 786          | Fertiggestellt 1912 Bahnstrecke Gossau SG–Appenzell-Wasserauen |
|      | Unbenannter Steg                                 | Appenzell             |      | Fussgängerbrücke | Balkenbrücke               | Beton       | 25         | 781          | Brücke mit Treppe und Rampe Übergang zur Appenzeller Badi. |
|      | Appenzeller Bahnen-Viadukt                       | Appenzell             |      | Eisenbahnbrücke (eingleisig) | Fachwerkbrücke             | Stahl       | 296        | 776          | Brücke mit bogenförmigem Obergurt, gebaut 1902–1904, dieser Teil des Viadukts überquert Sitter und Bleichestrasse mit einer Stützweite von 50 m, das gesamte Viadukt weist nicht weniger als 31 Gewölbe und 3 Stahlbrücken auf und ist 296 m lang. Bahnstrecke Appenzell–St. Gallen–Trogen |
|      | Unbenannter Steg                                 | Appenzell             |      | Fussgänger- und Velobrücke | Bogenbrücke                | Holz Beton  | 30         | 775          | Brücke mit Betonfundamenten und Stahlrohrgeländer Verbot für Tiere (Pferd) |
|      | Metzibrücke (Dorfbrücke)                         | Appenzell             |      | Strassenbrücke (zweispurig) mit Trottoirs und Fussgänger-Korridor 458 | Bogenbrücke                | Stein       | 23         | 770          | Historische Sandsteindoppelbogenbrücke mit Wellenbrechern, gebaut 1845/46, ersetzte gedeckte Holzbrücke aus dem 15. Jahrhundert. Höchstgeschwindigkeit 30 km/h PostAuto-Buslinie 191 (Eggerstanden – Appenzell – Teufen) Mountainbikeland-Route 2 Panorama Bike (Etappe 2 Trogen–Appenzell) und Route 825 Appenzell–Rheintal Bike (Appenzell–Altstätten) Veloland-Route 4 Alpenpanorama-Route (Etappe 1 St. Margrethen–Appenzell) und Route 222 Kulinarische Appenzeller Route (Appenzell–Haslen–Urnäsch–Appenzell) Wanderland-Route 3 Alpenpanorama-Weg (Etappe 2 Trogen–Appenzell), Route 44 Appenzeller Weg (Etappe 1 Rankweil (A)–Appenzell) und Route 992 Appenzeller Rundweg (Appenzell–Appenzell) |
|      | Unbenannter Steg                                 | Appenzell             |      | Fussgänger- und Velobrücke | Bogenbrücke                | Holz        | 25         | 768          | Fahrverbot für Motorwagen, Motorräder und Motorfahrräder: Zubringerdienst gestattet Wanderland-Route 990 Appenzeller Kapellenweg (Appenzell–Appenzell) Die hydrometrische Messstation Sitter - Appenzell (2112) vom Bundesamt für Umwelt (BAFU) befindet sich 60 m flussaufwärts auf der rechten Flussseite. |
|      | Entlastungsstrasse-Brücke                        | Appenzell             |      | Strassenbrücke (dreispurig) mit Velostreifenmarkierung und Trottoirs, einspurig Fahrtrichtung Appenzell-Ziel, zweispurig Fahrtrichtung Appenzell-Zentrum mit Abzweigspur 448 | Balkenbrücke               | Beton       | 70         | 766          | Höchstgeschwindigkeit 60 km/h Veloland-Route 4 Alpenpanorama-Route (Etappe 1 St. Margrethen–Appenzell) und Route 99 Herzroute (Etappe 12 Herisau–Altstätten) |
|      | Mettlenbrücke (Haslenstrasse)                    | Appenzell             |      | Strassenbrücke (zweispurig) mit Trottoirs | Balkenbrücke               | Beton       | 35         | 761          | Gebaut 1976 Höchstgeschwindigkeit 50 km/h PostAuto-Buslinie 191 (Eggerstanden – Appenzell – Teufen) Veloland-Route 4 Alpenpanorama-Route (Etappe 1 St. Margrethen–Appenzell) und Route 222 Kulinarische Appenzeller Route (Appenzell–Haslen–Urnäsch–Appenzell) |
|      | Alte Mettlenbrücke                               | Appenzell             |      | Fussgängerbrücke | Gedeckte Brücke            | Holz        | 30         | 761          | Historische gedeckte Holzbrücke, 1401 erstmals errichtet, nach Hochwasserzerstörung 1766 von Hans Ulrich Grubenmann neu erstellt, renoviert 1976 und 2014. Das Bauwerk ist denkmalgeschützt. |
|      | Blättlibrücke                                    | Appenzell             |      | Fussgänger- und Velobrücke | Bogenbrücke                | Holz Beton  | 35         | 752          | Brücke mit Betonfundamenten, gebaut 2016 vom Militär und Zivilschutz, 2018 mit dem Prix Rando ausgezeichnet Verbot für Tiere (Pferd) Wanderweg Erkundungstour um Appenzell |
|      | Unbenannter Steg                                 | Gonten                |      | Hühnersteg | Balkenbrücke               | Holz        | 12         | 745          | Übergang zur Lankmühle-Insel |
|      | Unbenannte Brücke                                | Gonten                |      | Feldwegbrücke | Balkenbrücke               | Beton       | 18         | 744          | Übergang zur Lankmühle-Insel |
|      | Lankbrücke                                       | Gonten – Appenzell    |      | Strassenbrücke (einspurig) | Gedeckte Brücke            | Holz        | 24         | 741          | Historische gedeckte Holzbrücke, gebaut 1845 Das Bauwerk ist denkmalgeschützt. Höchstgewicht 3,5 t, Höchsthöhe 2,5 m Wanderland-Route 990 Appenzeller Kapellenweg (Appenzell–Appenzell) |
|      | Schochenhus-Steg (Sefi–Trönzig-Steg)             | Enggenhütten – Haslen |      | Fussgängerbrücke | Bogenbrücke Fachwerkbrücke | Stahl       | 30         | 706          | Wanderweg |
|      | Listbrücke                                       | Stein – Haslen        |      | Strassenbrücke (einspurig) mit Trottoir | Gedeckte Brücke            | Holz        | 38         | 680          | Gedeckte Holzbrücke, gebaut 1997, ersetzte Brücke von 1950 2003 wurde der Kantonsgrenzpunkt vermessen und mit einer Brückenplakette vermarkt Vortritt vor dem Gegenverkehr (Fahrtrichtung Haslen AI) Dem Gegenverkehr Vortritt lassen (Fahrtrichtung Stein AR) Höchstgeschwindigkeit 80 km/h Veloland-Route 42 Appenzeller Route (Etappe 1 St. Gallen–Gais), Route 99 Herzroute (Etappe 12 Herisau–Altstätten), Route 222 Kulinarische Appenzeller Route (Appenzell–Haslen–Urnäsch–Appenzell) und Route 998 Appenzeller Aussichtsroute (Heiden–St. Gallen) Interkantonale Brücke (Kantonsgrenze Appenzell Ausserrhoden – Appenzell Innerrhoden)                                                          |
|      | Würzensteg                                       | Stein – Haslen        |      | Fussgängerbrücke | Fachwerkbrücke             | Stahl       | 18         | 663          | Parallelfachwerkbrücke mit Seilstreben, gebaut 1898 Wanderweg Interkantonale Brücke (Kantonsgrenze Appenzell Ausserrhoden – Appenzell Innerrhoden) |
|      | Stromsteg                                        | Stein – Haslen        |      | Fussgängerbrücke | Fachwerkbrücke             | Stahl       | 20         | 635          | 2003 wurde der Kantonsgrenzpunkt vermessen und mit einer Brückenplakette vermarkt Wanderland-Route 22 Kulturspur Appenzellerland (Etappe 2 Stein AR–Trogen) Übergang ist nicht behindertengerecht (Treppe) Interkantonale Brücke (Kantonsgrenze Appenzell Ausserrhoden – Appenzell Innerrhoden) |
|      | Gmündertobelbrücke (Schwanenbrücke)              | Stein – Teufen        |      | Strassenbrücke (zweispurig) mit Trottoir 463 | Bogenbrücke                | Beton Stahl | 173        | 622          | Historische Eisenbeton-Bogenbrücke, gebaut 1907/08, Fahrbahn verbreitert 1960/61, saniert 2011–2014, ersetzte Gitterträgerbrücke von 1861. Das Bauwerk ist denkmalgeschützt. Höchstgeschwindigkeit 80 km/h PostAuto-Buslinien 180 Appenzellerland-Linie (Herisau – Hundwil – Stein AR – St. Gallen) und 181 (Herisau – Teufen – Trogen) |

### St. Galler Brückenweg
15 Brücken überspannen den Fluss bei St. Gallen.
| Bild | Name                                          | Ort                                     | Lage | Funktion                                                                                     | Konstruktion               | Material | Länge in m | Höhe m ü. M. | Bemerkungen |
| ---- | --------------------------------------------- | --------------------------------------- | ---- | -------------------------------------------------------------------------------------------- | -------------------------- | -------- | ---------- | ------------ | --- |
|      | Zweibruggen Hüslibrücke                       | Stein – Teufen                          |      | Fussgängerbrücke                                                                             | Gedeckte Brücke            | Holz     | 27         | 600          | Historische gedeckte Holzbrücke, gebaut 1787 Das Bauwerk ist denkmalgeschützt. Wanderweg St. Galler Brückenweg |
|      | Haggenbrücke (Eisensteg Zweibruggen)          | Stein – St. Gallen‑Haggen               |      | Fussgänger- und Velobrücke                                                                   | Fachwerkbrücke             | Stahl    | 356        | 600          | Historische Stahlfachwerkbrücke, gebaut 1936/37, saniert 2010 Das Bauwerk ist denkmalgeschützt. Verbot für Motorwagen und Motorräder: Mit schriftlicher Bewilligung gestattet Veloland-Route 42 Appenzeller Route (Etappe 1 St. Gallen–Gais), Route 99 Herzroute (Etappe 12 Herisau–Altstätten) und Route 998 Appenzeller Aussichtsroute (Heiden–St. Gallen) Interkantonale Brücke (Kantonsgrenze Appenzell Ausserrhoden – St. Gallen) |
|      | Kubelbrücke (Äbtebrücke)                      | Stein – St. Gallen‑Haggen               |      | Strassenbrücke (einspurig)                                                                   | Gedeckte Brücke            | Holz     | 27         | 588          | Historische gedeckte Holzbrücke, gebaut um 1800 Das Bauwerk ist denkmalgeschützt. Allgemeines Fahrverbot: Anwohner gestattet Höchstgewicht 4 t Wanderweg St. Galler Brückenweg Interkantonale Brücke (Kantonsgrenze Appenzell Ausserrhoden – St. Gallen) |
|      | SOB-Sitterviadukt                             | Stein – St. Gallen‑Haggen               |      | Eisenbahnbrücke (eingleisig)                                                                 | Bogenbrücke Fachwerkbrücke | Stein    | 365        | 587          | Historische Bogen- und Fachwerkbrücke, gebaut 1908–1910 Der Viadukt ist mit 99 m Höhe die höchste Eisenbahnbrücke der Schweiz Das Bauwerk ist denkmalgeschützt. Höchstgeschwindigkeit 85 km/h Bahnstrecke St. Gallen–Wattwil Interkantonale Brücke (Kantonsgrenze Appenzell Ausserrhoden – St. Gallen) |
|      | SAK-Kavernenbrücke                            | St. Gallen‑Winkeln – St. Gallen‑Bruggen |      | Werkbrücke                                                                                   | Balkenbrücke               | Beton    | 30         | 587          | Gebaut 1973 Zugang zur Kavernenzentrale der St. Gallisch-Appenzellischen Kraftwerke Zutritt nur für Werkpersonal |
|      | SBB-Sitterviadukt                             | St. Gallen‑Winkeln – St. Gallen‑Bruggen |      | Eisenbahnbrücke (zweigleisig) mit angehängtem Fussgänger- und Velosteg (Gübsenweg)           | Bogenbrücke                | Beton    | 209        | 586          | Historische Stampfbetonbogenbrücke, gebaut 1924/25 Das Bauwerk ist denkmalgeschützt. Höchstgeschwindigkeit 140 km/h Bahnstrecke St. Gallen–Winterthur Veloland-Route 26 Ostschweizer Wein-Route (Etappe 2 Weinfelden–St. Gallen), Route 33 Kartäuser-Fürstenland-Route (Etappe 2 Wil SG–Rorschach), Route 75 Obstgarten-Route (Etappe 1 Arbon–Herisau) und Route 99 Herzroute (Etappe 12 Herisau–Altstätten)                           |
|      | Kräzern-Brücke                                | St. Gallen‑Winkeln – St. Gallen‑Bruggen |      | Strassenbrücke (zweispurig) mit Trottoirs und Zollhaus                                       | Bogenbrücke                | Stein    | 148        | 586          | Historische doppelbogige Sandsteinbrücke, gebaut 1808–1811, grundlegend saniert 1960–1976 Das 1778 erstellte Zollhäuschen am östlichen Brückenende diente dem Kanton zur Erhebung des Brückenzolls bis ins 18. Jahrhundert Das Bauwerk ist denkmalgeschützt. Höchstgeschwindigkeit 50 km/h VBSG-Trolleybuslinie 1 (Winkeln - St. Gallen Bahnhof - Stephanshorn) Wanderland-Route 4 ViaJacobi (Etappe 1 Rorschach–Herisau)              |
|      | Fürstenlandbrücke (Zürcher-Strasse)           | St. Gallen‑Winkeln – St. Gallen‑Bruggen |      | Strassenbrücke (zweispurig) mit abgetrennten Fussgänger- und Velowegen                       | Balkenbrücke               | Stahl    | 489        | 585          | Historische Eisenbetonbogenbrücke, gebaut 1937–1941 Das Bauwerk ist denkmalgeschützt. Höchstgeschwindigkeit 60 km/h VBSG-Buslinien 3 (Abtwil St. Josefen – St. Gallen Bahnhof – Heiligkreuz) und 4 (Säntispark – St. Gallen Bahnhof – Wittenbach Bahnhof) Regiobus-Buslinie 151 (Gossau SG - Arena - St. Gallen) |
|      | Billenbergsteg                                | St. Gallen‑Winkeln – St. Gallen‑Bruggen |      | Fussgänger- und Velobrücke                                                                   | Fachwerkbrücke             | Stahl    | 68         | 581          | Gebaut 1924, erneuert 2002, ersetzte Holzkonstruktion von 1879 Fahrverbot für Motorwagen, Motorräder und Motorfahrräder Verbot für Tiere (Pferd) Wanderweg St. Galler Brückenweg |
|      | Rechenwaldbrücke                              | St. Gallen‑Bruggen                      |      | Strassenbrücke (einspurig) mit Trottoir                                                      | Balkenbrücke               | Beton    | 79         | 576          | Gebaut 1976 Fahrverbot für Motorwagen, Motorräder und Motorfahrräder: Zubringerdienst gestattet Höchstgeschwindigkeit 50 km/h Die hydrometrische Messstation Sitter - St. Gallen, Bruggen / Au (2468) vom Bundesamt für Umwelt (BAFU) befindet sich auf der linken Flussseite. Wanderweg St. Galler Brückenweg |
|      | Rechensteg                                    | St. Gallen‑Bruggen                      |      | Fussgängerbrücke                                                                             | Hängebrücke                | Stahl    | 66         | 571          | Gebaut 1882, eine der ältesten Hängebrücken der Schweiz Allgemeines Fahrverbot: Alles Fahren, Reiten, Viehtreiben und Schaukeln auf dieser Brücke ist verboten Wanderweg St. Galler Brückenweg |
|      | Sitterviadukt (Autobahn A1)                   | St. Gallen‑Bruggen – St. Gallen‑Lachen  |      | Autobahnbrücke (sechsspurig) mit unterhalb der Fahrbahn befestigtem Fussgänger- und Velosteg | Balkenbrücke               | Beton    | 675        | 566          | Gebaut 1980–1987 Höchstgeschwindigkeit 100 km/h Skatingland-Route 65 St. Gallen Skate (Rorschach–Bischofszell) |
|      | Filtrox-Brücke                                | St. Gallen‑Bruggen – St. Gallen‑Lachen  |      | Strassenbrücke (zweispurig) mit Trottoir                                                     | Balkenbrücke               | Beton    | 58         | 565          | Gebaut 1980, ersetzte Fachwerkbrücke von 1877 Verbot für Motorwagen und Motorräder: Zubringerdienst und Firma FILTROX gestattet Höchstgeschwindigkeit 40 km/h Wanderweg St. Galler Brückenweg |
|      | Spiseggbrücke                                 | St. Josefen – St. Gallen                |      | Fussgängerbrücke                                                                             | Gedeckte Brücke            | Holz     | 50         | 563          | Historische gedeckte Holzbrücke, gebaut 1778/79 Das Bauwerk ist denkmalgeschützt. Hinweisschild «Die Benutzung der Holzbrücke Spisegg ist für jegliche Anlässe bewilligungspflichtig.» Wanderweg St. Galler Brückenweg |
|      | Neue Spiseggbrücke (Spisegger Strassenbrücke) | St. Josefen – St. Gallen                |      | Strassenbrücke (zweispurig) mit Trottoirs 56                                                 | Balkenbrücke               | Beton    | 62         | 563          | Gebaut 1963/64 Höchstgeschwindigkeit 50 km/h PostAuto-Buslinien 120 (Heiden – Eggersriet – St. Gallen – Engelburg) und 121 (Heiden – Rehetobel – St. Gallen – Engelburg) VBSG-Buslinie 12 (Abtwil Zentrumpark – St. Gallen Bahnhof – Abtwil Zentrumpark) Wanderweg St. Galler Brückenweg |

### KantoneSt. GallenundThurgau
14 Brücken überspannen den Fluss im unteren Abschnitt der Sitter.
| Bild | Name                         | Ort                                          | Lage | Funktion                                                                 | Konstruktion               | Material | Länge in m | Höhe m ü. M. | Bemerkungen |
| ---- | ---------------------------- | -------------------------------------------- | ---- | ------------------------------------------------------------------------ | -------------------------- | -------- | ---------- | ------------ | --- |
|      | Unbenannter Steg             | Engelburg – St. Gallen                       |      | Fussgängerbrücke mit Wasserleitung                                       | Fachwerkbrücke             | Stahl    | 35         | 559          | Auf der linken Flussseite sowie beidseitig flussaufwärts befindet sich das national geschützte Amphibienlaichgebiet Ochsenweid. |
|      | Hätterensteg                 | Engelburg – St. Gallen                       |      | Fussgängerbrücke                                                         | Fachwerkbrücke             | Stahl    | 43         | 557          | Gebaut 1920 von der Bell Maschinenfabrik Allgemeines Fahrverbot: Alles Reiten und Viehtreiben auf dieser Brücke ist verboten Zugang zum Tierheim Sitterhöfli Wanderweg |
|      | Erlenholzbrücke              | Bernhardzell – Wittenbach                    |      | Strassenbrücke (einspurig)                                               | Bogenbrücke Fachwerkbrücke | Stahl    | 40         | 538          | Höchstgeschwindigkeit 80 km/h, Höchstgewicht 3 t Wanderweg |
|      | Leebrücke (Leebrugg)         | Bernhardzell – Wittenbach                    |      | Strassenbrücke (zweispurig) mit Trottoir 39                              | Hohlkastenbrücke           | Beton    | 138        | 534          | Total saniert 2016–2018 Schleudergefahr Höchstgeschwindigkeit 70 km/h PostAuto-Buslinie 154 (Wittenbach – Waldkirch – Arnegg) |
|      | Wannenbrücke (Wannenbrugg)   | Bernhardzell – Wittenbach                    |      | Strassenbrücke (einspurig)                                               | Gedeckte Brücke            | Holz     | 44         | 519          | Historische gedeckte Holzbrücke, gebaut um 1800, restauriert 1967, saniert 1988/89 Das Bauwerk ist denkmalgeschützt. Höchstgewicht 7 t Wanderweg |
|      | Unbenannter Steg             | Bernhardzell – Häggenschwil                  |      | Fussgängerbrücke                                                         | Fachwerkbrücke             | Stahl    | 65         | 507          | Wanderweg |
|      | Hilterenbrücke               | Bernhardzell – Häggenschwil                  |      | Strassenbrücke (zweispurig) mit Trottoir und Barrieren                   | Balkenbrücke               | Beton    | 70         | 506          | Allgemeines Fahrverbot: Fahrzeuge des Bundes und Zubringerdienst gestattet Zufahrt zum Übungsdorf Hiltern des Truppenübungsplatzes Bernhardzell |
|      | Hilterenbrücke               | Bernhardzell – Häggenschwil                  |      | Strassenbrücke (zweispurig) mit Trottoir und Barriere                    | Balkenbrücke               | Beton    | 70         | 503          | Allgemeines Fahrverbot: Fahrzeuge des Bundes und Zubringerdienst gestattet Barriere mit Hinweistafel «HALT - SCHIESSGEFAHR Durchgang verboten» Zufahrt zum Übungsdorf Hiltern des Truppenübungsplatzes Bernhardzell |
|      | Rothenbrücke                 | St. Pelagiberg – Häggenschwil                |      | Strassenbrücke (zweispurig)                                              | Bogenbrücke                | Beton    | 55         | 499          | Gebaut 1910/11, renoviert 1986 Höchstgeschwindigkeit 80 km/h, Höchstgewicht 28 t Wanderweg Interkantonale Brücke (Kantonsgrenze Thurgau – St. Gallen) |
|      | Altenbrücke                  | Hauptwil‑Gottshaus – Zihlschlacht‑Sitterdorf |      | Feldwegbrücke                                                            | Gedeckte Brücke            | Holz     | 48         | 480          | Gedeckte Holzbrücke mit Eternitsatteldach und Eisenjochen, gebaut 1971 Hinweistafel «PRIVAT jede Haftung wird abgelehnt» |
|      | Leutswilerbrücke             | Eberswil – Leutswil                          |      | Strassenbrücke (zweispurig) mit Trottoir                                 | Balkenbrücke               | Beton    | 70         | 476          | Gebaut 2008, ersetzte Brücke von 1911 Höchstgeschwindigkeit 50 km/h Veloland-Route 5 Mittelland-Route (Etappe 1 Romanshorn–Wil (SG)) Wanderweg |
|      | SBB-Sitterbrücke             | Bischofszell – Sitterdorf                    |      | Eisenbahnbrücke (eingleisig)                                             | Fachwerkbrücke             | Stahl    | 134        | 471          | Brücke mit zwei gemauerten Pfeilern, gebaut 1874, älteste grosse Eisenfachwerkbrücke auf dem Netz der SBB, renoviert 2007 Höchstgeschwindigkeit 95 km/h Bahnstrecke St. Gallen–Weinfelden |
|      | Sitterbrücke (Grabenstrasse) | Bischofszell                                 |      | Strassenbrücke (zweispurig) mit Velostreifenmarkierung und Trottoirs 470 | Balkenbrücke               | Beton    | 60         | 467          | Höchstgeschwindigkeit 50 km/h Bus Oberthurgau-Buslinie 943 (Amriswil - Bischofszell Stadt) Skatingland-Route 65 St. Gallen Skate (Rorschach–Bischofszell) Veloland-Route 26 Ostschweizer Wein-Route (Etappe 2 Weinfelden–St. Gallen) |
|      | Sittersteg                   | Bischofszell                                 |      | Rohrleitungsbrücke mit Fussgänger- und Veloübergang                      | Balkenbrücke               | Beton    | 58         | 461          | Der Abwasserverband der Region Bischofszell erstellte 1973 mit dem Bau der Kläranlage die Abwasser-Rohrbrücke kombiniert mit einem Fusssteg. Unter der Betonschicht des Stegs führen zwei Abwasserrohre: eines für die Industrie und eines für die Haushalte. An der kleinen Brücke befestigt sind auch ein Gasrohr und ein Stromkabel. Der Steg wurde 2009 saniert. Verbot für Motorwagen und Motorräder Wanderweg |